# Inlenersaansprakelijkheid
Inlenersaansprakelijkheid is een vorm van ketenaansprakelijkheid. Het is een wettelijke regeling om niet-betaalde loonheffingen én omzetbelasting te verhalen op de inlenende partij. Inlenersaansprakelijkheid is onderdeel van de invorderingswet 1990. De wet is in het leven geroepen omdat de overheid loonheffingen en omzetbelastingen niet ontving, doordat uitlenende partijen deze bedragen niet of niet volledig betaalden, bijvoorbeeld door een faillissement. De loonheffingen beslaan ongeveer 60% van de jaarlijkse inkomsten van de overheid. Door de wet kunnen inleners/partijen hoger in de keten alsnog hoofdelijk aansprakelijk worden gesteld voor te betalen belastingen en premies.
Er zijn voor inleners diverse mogelijkheden om het risico te beperken of voorkomen. Naast het voeren van een goede selectie van contactpartijen, goede administratie van de uren van de ingeleende arbeidskrachten kan er gebruik worden gemaakt van verklaringen van de belastingdienst en van geblokkeerde bankrekeningen (g-rekeningen).
Ook bij het inlenen van een schijnzelfstandige kunnen de risico's van de inlenersaansprakelijkheid van toepassing zijn.
Naast de inlenersaansprakelijkheid is er ook de wet ketenaansprakelijkheid. Hierbij betreft het het uitbesteden van - een deel van- het werk aan onderaannemers. Deze aansprakelijkheid betreft alleen de loonheffingen.